# 로버트 J. 스타인밀러 주니어
로버트 J. 스타인밀러 주니어(Robert J. Steinmiller Jr., 1978년 7월 29일 ~ )는 미국의 배우, 영화배우이다.
피츠버그에서 태어났다.

## 영화
- 코요테 (2013년)
- 사랑의 금고털이 (1994년) - 제시 쉐서 역
- 루디 이야기 (1993년)
- 잭 더 베어 (1993년)
- 빙고 (1991년)